# Живот и прича
Живот и прича је југословенски ТВ филм из 1982. године. Режирао га је Берислав Макаровић а сценарио је написала Јара Рибникар.

## Улоге
| Глумац              | Улога |
| ------------------- | ----- |
| Милена Дравић       |       |
| Душан Јанићијевић   |       |
| Ирфан Менсур        |       |
| Миодраг Радовановић |       |
| Раде Шербеџија      |       |
| Славко Симић        |       |
| Марко Тодоровић     |       |
| Аљоша Вучковић      |       |